# Mit fliegenden Fahnen

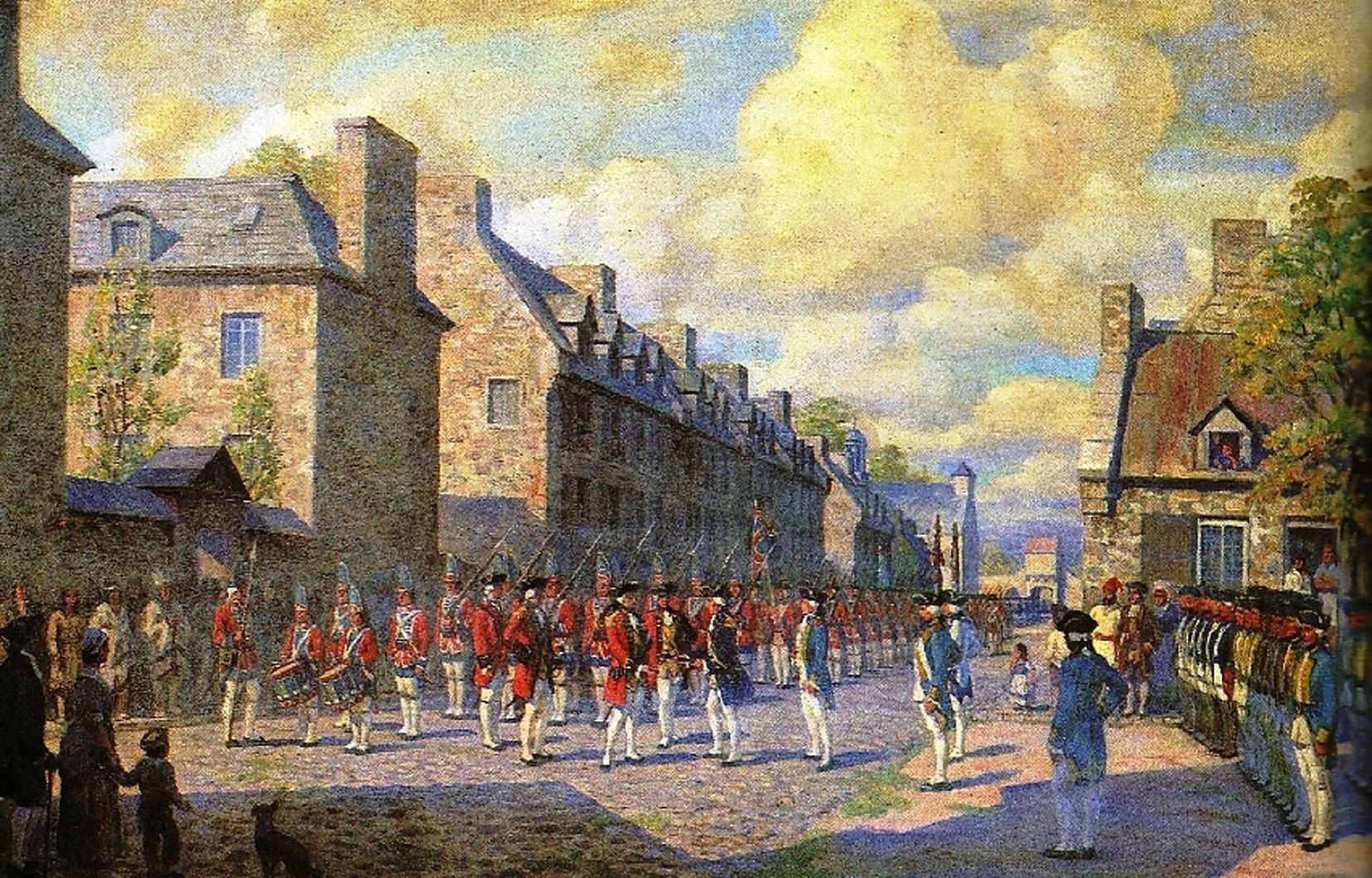
Kapitulation von Montreal 1760

Bei großen Paraden und Feierlichkeiten werden die Überzüge von den mitgeführten Fahnen entfernt und die Fahnentücher entrollt, so dass die Fahnen im Wind flattern können, d. h., man marschiert mit fliegenden Fahnen.
Bei der Übergabe einer belagerten Festung oder Stadt galt es als besondere Ehrenbezeugung, wenn die unterlegene Besatzung mit fliegenden Fahnen, klingendem Spiel und brennenden Lunten, d. h. kampfbereit, den Ort verlassen durfte.